# Sozialberichterstattung
Die Sozialberichterstattung liefert die Informationen, welche die Sozialplanung benötigt um vorausschauend den Bedarf an Einrichtungen und Maßnahmen planen zu können.

## Zweck
Als Planungsinstrument ist sie Teil der Sozialplanung und zwar Anfang und Ende eines jeden Planungszyklus, was bedeutet, dass die Sozialberichterstattung neben der Grundlage für die Planung selbige auch evaluiert. Das Ziel der Sozialberichterstattung ist die Dauerbeobachtung des sozialen Wandels und der allgemeinen Wohlfahrtsentwicklung. Aus den eben genannten Punkten lassen sich die drei Aufgaben der kommunalen Sozialberichterstattung als Informationsfunktion, Planungsfunktion und Evaluationsfunktion zusammenfassen. Als Informationsfunktion wird die Fähigkeit der Problemerkennung sowie der Anspruch der Hinweise auf die erkannten Probleme gewertet. Unter Planungsfunktion versteht man die Erstellung einer Basis für die Entwicklung konkreter Maßnahmen sowie die Setzung von Prioritäten. Daneben fällt unter diesen Aufgabenbereich die Darstellung und Bewertung von Modellen und Lösungsmustern anderer Träger und Kommunen. Die Evaluationsfunktion umfasst die Erfolgskontrolle der Maßnahmen, aber auch die nicht beabsichtigten Folgen von Maßnahmen.
Sind die Daten der Berichterstattung aktuell und wird sie in regelmäßigen Abständen aktualisiert stellt die Sozialberichterstattung ein Frühwarnsystem für die Sozialplanung dar. Das heißt, es können regionale Disparitäten von Lebenslagen der Bewohner aufgedeckt werden.

## Die Soziale Lage
Die "Soziale Lage" ist das Grundkonstrukt der Berichterstattung. Das Konzept der „Sozialen Lage“ beschreibt und analysiert die Lebenssituationen von Menschen. Hradil entwickelte das Konzept der „sozialen Lage“ mit dem individuelle Lebensziele und die Zusammenhänge mit dauerhaften gesellschaftlichen Bedingungen analysiert werden können. 
Das Konzept der „sozialen Lage“ enthält vier soziale Indikatoren mit einer Reihe von Merkmalen. Die ökonomische Lage umfasst mit den Merkmalen Einkommen, Vermögen, Bildung, Beruf und formaler Machtstellung vor allem materielle Ausprägungen der Menschen. Diese materielle Dimension allerdings ist überaus wichtig zur Verwirklichung von individuellen Zielen. 
Der Indikator „wohlfahrtsstaatliche Absicherung“ stellt den staatlichen Eingriff dar, der maßgeblich über Transferzahlungen und Infrastrukturausstattungen die Lebenslagen der Menschen mit gestaltet. Die zum Indikator „wohlfahrtsstattliche Absicherung“ gehörenden Merkmale sind Einkommenssicherheit, Sicherung gegen gängige Existenzrisiken wie Krankheit im Alter und Kriminalität, Arbeitsbedingungen sowie Wohnumfeldbedingungen und Infrastruktur im Nahbereich.
Die unter dem Indikator „Soziale Teilhabe“ zusammengefassten Merkmale Mitgliedschaft in Organisationen (Gewerkschaften, Kirchen, Vereine), soziale Integration, ethnische Identität Stigmatisierung und Selbsthilfefähigkeit umfassen den Bereich der sozialen Einbindung oder den Bereich sozialer Netzwerke. Dieser für die Befindlichkeit sehr wichtige Teil des Konzepts der „sozialen Lage“ spiegelt die nichtmateriellen Werte wider und ist wohl bei der Untersuchung von Randgruppen von großer Bedeutung.
Mit dem Indikator „Subjektive Einschätzung“ werden zwei Wechsel in der Perspektive vorgenommen, als erstes ein Wechsel von objektiv feststellbaren Lebensbedingungen hin zu persönlichen Einstellungen, als zweites ein Wechsel von eher quantitativen hin zu eher qualitativen Methoden. Der Indikator „Subjektive Einschätzung“ besteht laut SCHMID-URBAN, P. aus dem Merkmal der „Zufriedenheit mit der Lebenssituation“.
Durch die „Pluralisierung von Lebenslagen“ muss der subjektiven Einschätzung größere Aufmerksamkeit gewidmet werden.

## Indikatoren
Im Rahmen der Sozialberichterstattung wird ein Set von sozialen Strukturen und Problemindikatoren auf der Grundlage des Konzepts der „sozialen Lage“ erfasst. Diese Datensets bestimmen die Qualität der Sozialberichterstattung. Die Qualität der Datensets wird anhand der drei Ausprägungen Validität, Aktualität und Auswahl der Daten bestimmt. Die Aktualität der Daten ist für die Sozialplanung im Sinne eines kommunalen Monitoring ist von überragender Bedeutung. So sollten halbjährlich oder jährlich die vorhandenen Datenquellen, d. h. die amtlichen Statistikdaten, ausgewertet werden.
Zusätzlich sollten vertiefende Formen der Berichterstattung für sozialpolitisch brisante Problemlagen in regelmäßigen Abständen erfolgen.
Die sozialen Strukturen und Probleme der Bevölkerung sollen mittels statistisch verwertbarer Daten dargestellt werden. Hierzu müssen allerdings soziale Phänomene in Zahlen gepresst werden. Um dies zu ermöglichen, werden Indikatoren geschaffen, die aus verschiedenen Daten zusammengesetzt sind und dann einen Bereich der sozialen Wirklichkeit wiedergeben. Soziale Indikatoren sind also nur Hilfskonstruktionen die für nicht direkt messbare soziale Tatbestände stehen.
Allerdings gibt es kein allgemein anerkanntes System sozialer Indikatoren für die Erstellung kommunaler Sozialberichte. Als Gründe dafür nennt LUKAS, H. die Tatsache, dass neben der amtlichen Statistik auch unterschiedliche andere Daten erhoben und verwendet werden. Darüber hinaus wurde die Diskussion zur Datengrundlage in der Fachöffentlichkeit nicht energisch genug geführt.